# Коулман, Бобби
Ро́берт Му́рхаус «Бо́бби» Ко́улман III (англ. Robert Moorhouse "Bobby" Coleman III; род. 5 мая 1997, Лос-Анджелес, Калифорния, США) — американский актёр, известный по фильмам «Дитя с Марса» и «Последняя песня», а также по телесериалу «Поверхность».

## Биография
Коулман родился в Лос-Анджелесе, штат Калифорния, в семье Дорис Берг и Роберта Мархауса Коулмана-младшего. Он — младший брат актрисы Холлистон Коулман.

## Карьера
Коулман начал свою актёрскую карьеру в возрасте пяти лет, снявшись в рекламе и нескольких фильмах. До появления в полномотражном кино, он снялся в эпизодах сериалов «Медиум» и «Военно-юридическая служба». В 2005 году он сыграл в фильме «Любовь к собакам обязательна», а в 2006 году в фильме «Положись на друзей» и сериале «Поверхность», где появился в 7-ми эпизодах. После Коулман снялся в главных ролях в фильмах «Стеклянный дом 2: Смертельная опека» и «Заложники». В 2007 году он сыграл главную роль в фильме «Дитя с Марса». Коулман сыграл в фильме «Школа выживания выпускников», а в 2010 году в фильме «Последняя песня» с Майли Сайрус в главной роли и сериале «Частная практика». В 2013 году вместе с сестрой появился в фильме «Робосапиен: Перезагрузка».

## Фильмография
| Год       |    | Русское название                    | Оригинальное название           | Роль                       |
| --------- | -- | ----------------------------------- | ------------------------------- | -------------------------- |
| 2003      | с  | Прочная сеть                        | Dragnet                         | сын О’Молли                |
| 2005      | с  | Медиум                              | Medium                          | 7-летний мальчик           |
| 2005      | с  | Военно-юридическая служба           | JAG                             | Донован Парди              |
| 2005      | ф  | Любовь к собакам обязательна        | Must Love Dogs                  | Остин                      |
| 2005—2006 | с  | Поверхность                         | Surface                         | Джесси Дотери              |
| 2006      | ф  | Положись на друзей                  | Friends with Money              | Маркус                     |
| 2006      | в  | Стеклянный дом 2: Смертельная опека | Glass House: The Good Mother    | Итан Шоу                   |
| 2007      | ф  | Заложники                           | Take                            | Джесси Николс              |
| 2007      | ф  | Дитя с Марса                        | Martian Child                   | Деннис                     |
| 2008      | с  | В простом виде                      | In Plain Sight                  | Лонни Макрой / Лео Биллапс |
| 2008      | тф |                                     | Family Man                      | Мак Бекер                  |
| 2009      | с  | Рыцарь дорог                        | Knight Rider                    | Дэнни Кларк                |
| 2009      | ф  | Школа выживания выпускников         | Post Grad                       | Хантер Молби               |
| 2010      | ф  | Последняя песня                     | The Last Song                   | Джона Миллер               |
| 2010      | с  | Частная практика                    | Private Practice                | Оливер                     |
| 2010      | ф  | Снеговики                           | Snowmen                         | Билли Кёркфилд             |
| 2011      | с  | Р. Л. Стайн: Время призраков        | R. L. Stine's The Haunting Hour | Норман / Джеффри           |
| 2013      | ф  | Робосапиен: Перезагрузка            | Robosapien: Rebooted            | Генри                      |